# Гордер, Юстейн
Юстейн Гордер (норв. Jostein Gaarder) (р. 8 августа 1952 года, Осло) — известный норвежский писатель и публицист, популяризатор философии, автор романов, рассказов и книг для детей. Книги Гордера переведены на многие языки и изданы в разных странах мира общим тиражом в десятки миллионов экземпляров.
Родился 8 августа 1952 года в столице Норвегии Осло. Его отец был директором школы, а мать - учительницей и автором детских книг.
Окончил Университет Осло, где изучал скандинавскую литературу, теологию и философию. 
Самым известным произведением Гордера стал роман «Мир Софии», который имеет подзаголовок «Рассказ об истории философии». Этот роман был переведён на 53 языка, и число напечатанных копий достигает 30 миллионов; в одной только Германии было продано 3 миллиона копий.
Другие книги Гордера, переведенные на русский язык: «Апельсиновая девушка», «Дочь циркача», «Замок в Пиренеях», «Таинственный пасьянс», «Зеркало загадок», «Рождественская мистерия».
Лауреат Международной литературной премии имени Януша Корчака (1996) — за роман "Таинственный пасьянс".
В 1997 году Гордер вместе со своей женой Сири Данневиг учредил «премию Софии», которая присуждается ежегодно за достижения в области «экологии и развития». Денежный эквивалент премии составляет около 100 тысяч долларов США.
В 2005 году Гордер был награждён в Норвегии Королевским орденом св. Олафа, и в конце того же года получил почётную степень в Тринити-колледже (Дублин, Ирландия).

## Осуждение политики Израиля
5 августа 2006 года Гордер опубликовал в одной из самых крупных норвежских газет Aftenposten статью-манифест «Богоизбранный народ», в которой выражал своё крайнее возмущение политикой Израиля после 1967 года, и особенно израильскими военными операциями и принципами, по которым эти операции проводятся. Эта статья, которая, как утверждал сам Гордер в эфире норвежского радио NRK, была прочитана многими людьми, включая экспертов по Ближнему Востоку, прежде чем была опубликована, воспринимается многими как направленная не только против государства Израиль и его политики, но и против иудаизма, а также против евреев вообще.
В статье, написанной, в том числе, под впечатлением израильско-ливанского конфликта 2006 года, автор утверждает, что израильское государство основано на «развалинах архаичной религии национализма и войны». Текст построен в виде пророчества, в стиле ветхозаветной «Книги пророка Амоса». Гордер утверждает, что статья описывает не тот вариант развития событий, который ему хотелось бы увидеть, а тот, который представляется ему наиболее вероятным, если Израиль не изменит своего политического курса.
В числе прочего Гордер пишет:
Мы не верим в иллюзию избранного народа. Мы смеёмся над самомнением этого народа и сожалеем о его проступках. Претензия на избранничество — это не только глупость и высокомерие, но и преступление против человечества. Мы называем это расизмом.
Наше терпение и терпимость имеют границы. Мы не верим в божественные заветы, если они оправдывают оккупацию и апартеид. Мы живём не в средние века. Мы не можем понять тех, кто верит, что бог растений, животных и галактик назначил определённый народ своим приближённым и дал им глупые каменные скрижали, горящие кусты и лицензию на убийство.
Указывая на то, что оправдание войны и оккупации религиозными ценностями противоречит принципам гуманизма и основам современной цивилизации, Гордер цитирует Альберта Швейцера: «Гуманизм означает никогда не жертвовать человеческой жизнью ради принципов». Он пишет о том, что многие израильтяне празднуют смерть ливанских детей, сравнивая это с библейским описанием еврейского празднования по поводу «казней Египетских». «Мы признаём Государство Израиль 1948-го, но не 1967-го. Это государство не признаёт, не уважает и не подчиняется законному государству 48-го года. Израиль хочет ещё — ещё деревень, ещё воды.», говорит Гордер, добавляя, что Израиль уже перестал существовать. При этом Гордер утверждает, что хорошо относится к евреям, и заканчивает статью пророчеством о том, что неминуем ещё один исход евреев из Израиля, но призывает людей: «Не дайте пропасть ни одному израильскому ребёнку. Слишком много детей и мирных жителей уже было убито».
Реакция на эту статью Гордера была противоречивой. Многие известные в еврейском сообществе люди, еврейские организации, норвежские интеллигенты осудили писателя за слишком жёсткие высказывания; но, с другой стороны, многие поддержали его, в том числе и евреи.
Вместе со статьёй было опубликовано интервью Гордера, в котором он поясняет, какие мысли привели его к написанию такой статьи. На вопрос, чего он хотел добиться, Гордер ответил, что статья, по его замыслу, должна «пробудить» Израиль. Нынешнее государство Израиль, по его мнению, само не уважает Израиль в том виде, в котором он был изначально создан.
Когда корреспондент спросил его, не думает ли он, что зашёл слишком далеко, отказывая Израилю в признании, он сказал: «Конечно, я не думаю, что Израиль не имеет права защищать себя. Но мы снова и снова видим, как Израиль переходит все границы под видом самозащиты. Я говорю по сути то же самое, что говорит весь мир через резолюции ООН. Я не против Израиля как такового, но есть большая разница между Израилем 1948 года и 1967 года.»
В многочисленных интервью, опубликованных уже после выхода статьи, Гордер утверждал, что не считает себя антисемитом, и что статья не является выпадом против евреев или иудаизма. Однако, по мнению еврейского сообщества в Осло, даже если это так, Гордер своей статьёй «выпустил джинна из бутылки» и придал легитимности древним и имеющим глубокие корни антисемитским взглядам и поведению. Знаменитый норвежский историк, директор Центра изучения холокоста в Осло Одд-Бьорн Фюре сказал в интервью: «Язык, который использует Гордер, провоцирует понижение барьеров в отношении евреев и еврейской культуры. […] Гордер перешёл черту, но я думаю, что он сам ещё не понимает этого».
Спустя три дня после публикации статьи Гордер заявил, что не будет более участвовать в дебатах, так как реакция на его статью получилась слишком мощной. Он признал, что мог бы выразиться более точно, но сказал, что теперь делать это уже бессмысленно, и это отняло бы слишком много сил и времени. Мотивом к написанию статьи, по его словам, послужило отвращение к войне и преступления израильской армии. Он также сказал:
Есть очень хорошее слово в норвежском языке, которое описывает то, что Израиль делает в Ливане: Hærverk (примерно переводится как «вандализм»). Я также осуждаю обстрелы Израиля группировкой «Хизбалла». Я уже не раз говорил, и повторю снова: я гуманист, а не антисемит. В основании тех идей, в которые я верю, стояли и греки, и евреи.

### Художественная литература
- 1986 — Diagnosen og andre noveller («Диагноз» и другие новеллы)
- 1987 — Barna fra Sukhavati
- 1988 — Froskeslottet («Лягушачий замок»)
- 1990 — Kabalmysteriet («Таинственный пасьянс»)
- 1991 — Sofies verden («Мир Софии»)
- 1992 — Julemysteriet («Рождественская мистерия»)
- 1993 — Bibbi Bokkens magiske bibliotek (в соавторстве с Клаусом Хагерупом, норв. Klaus Hagerup)
- 1993 — I et speil, i en gåte («Зеркало загадок»)
- 1996 — Hallo? Er det noen her?
- 1996 — Vita Brevis («Жизнь коротка»)
- 1999 — Maya
- 2001 — Sirkusdirektørens datter («Дочь циркача»)
- 2003 — Appelsinpiken («Апельсиновая девушка»)
- 2006 — Sjakk Matt
- 2008 — Slottet i Pyreneene («Замок в Пиренеях»)

### Публицистика
- 1982 — Verdens Religioner
- 1983 — Kristendommen («Христианство»)
- 1983 — «Allahu Akbar» Gud er størst. En bok om Islam (в соавторстве с Ингер Гордер, норв. Inger M. Gaarder)
- 1984 — Livssyn og etikk
- 1989 — Religionsboka («Религиозные книги»)
- 1990 — Etikk og livssyn i samfunnslære
- 2000 — Religion og etikk

### Экранизации произведений, театральные постановки
- Апельсиновая девушка (2009)
- Зеркало загадок (2008)
- Мир Софии (сериал) (2000)
- Коридоры времени (1999)[1]